# Courtney Sims
Courtney Sims (nacido el 22 de octubre de 1983 en Roslindale, Massachusetts) es un exjugador de baloncesto estadounidense. Mide 2,11 metros y jugaba en la posición de pívot.

## Trayectoria deportiva

### Universidad
Jugó durante cuatro años con los Wolverines de la Universidad de Míchigan, donde en su primera temporada fue elegido en el mejor quinteto de freshman (novatos) de la Big Ten Conference, tras promediar 7,7 puntos, 4,7 rebotes y 2 tapones por partido. en el total de su etapa universitaria promedió 10 puntos y 5,4 rebotes.

### Profesional
No fue elegido en el Draft de la NBA de 2007, pero a pesar de ello logró firmar contrato con los Indiana Pacers justo antes de empezar la temporada. En su debut como profesional, ante Washington Wizards jugó 8 minutos, sin anotar ningún punto y capturando un rebote. Tras ser cortado por los Pacers, más tarde jugó en Phoenix Suns y New York Knicks. 
Jugó en Puerto Rico con el equipo Capitanes de Arecibo.
En 2010 comenzó en los Iowa Energy de la liga de expansión norteamericana, para finalizar la temporada en el DongGuan chino, donde promediaría 19 puntos, 8.9 rebotes y 3.1 tapones.
En 2011 Sims, de 27 años, firma por el VEF Riga.
[actualizar]

## Estadísticas de su carrera en la NBA

### Temporada regular
| Año     | Equipo   | PJ | PT | MPP  | %TC  | %3P  | %TL  | RPP | APP | ROB | TPP | PPP |
| ------- | -------- | -- | -- | ---- | ---- | ---- | ---- | --- | --- | --- | --- | --- |
| 2007-08 | Indiana  | 3  | 0  | 3.7  | .000 | .000 | .000 | .7  | .3  | .0  | .0  | .0  |
| 2008-09 | Phoenix  | 1  | 0  | 2.0  | .000 | .000 | .000 | .0  | .0  | .0  | .0  | .0  |
| 2008-09 | New York | 1  | 0  | 11.0 | .500 | .000 | .000 | 4.0 | .0  | .0  | .0  | 6.0 |
| Total   | Total    | 5  | 0  | 4.8  | .429 | .000 | .000 | 1.2 | .2  | .0  | .0  | 1.2 |